# Winfried Hirschberger

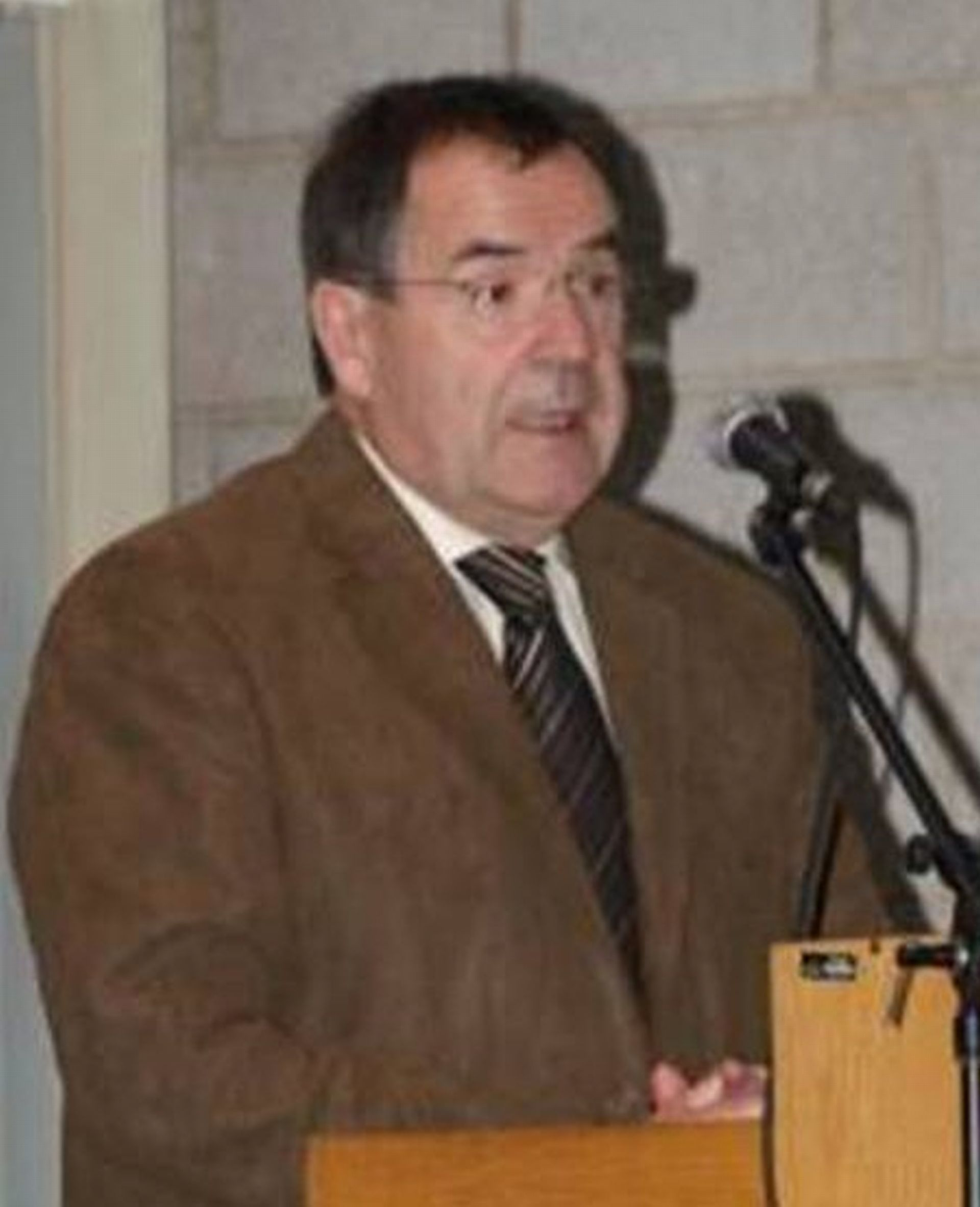
Winfried Hirschberger, 2011

Winfried Hirschberger (* 6. Februar 1945 in Altendiez) ist ein deutscher Politiker (SPD), der 32 Jahre dem Landkreis Kusel (Rheinland-Pfalz) als Landrat vorstand. Hirschberger ist verheiratet, hat zwei erwachsene Kinder und wohnt in Kusel.

## Beruf
Nach dem Abitur in Limburg (Lahn) studierte Hirschberger von 1964 bis 1969 Rechtswissenschaft an der Universität Mainz und absolvierte dann die Ausbildung zum Rechtsreferendar. Ab 1972 arbeitete er als Regierungsrat in der Verwaltung des Landes Rheinland-Pfalz. Von 1982 bis 1985 war er in Eisenberg (Donnersbergkreis) Stadt- und Verbandsbürgermeister. 1984 promovierte er an der Hochschule für Verwaltungswissenschaften in Speyer bei Frido Wagener über das Thema Zugang des Bürgers zu staatlichen Informationen.
Seit 1985 war Hirschberger Landrat des Kreises Kusel, zuletzt 2009 wurde er – für eine vierte Amtszeit bis 2017 – wiedergewählt. Er ist stellvertretender Vorsitzender des Landkreistags Rheinland-Pfalz sowie Aufsichtsratsvorsitzender des Westpfalz-Klinikums in Kaiserslautern.
Von 1979 bis 1999 gehörte Hirschberger dem Bezirkstag Pfalz an, dessen Vorsitzender er von 1997 bis 1999 war. Von 1995 bis 2004 war er stellvertretender Landesvorsitzender der SPD Rheinland-Pfalz.

## Einsatz für Urweltmuseum

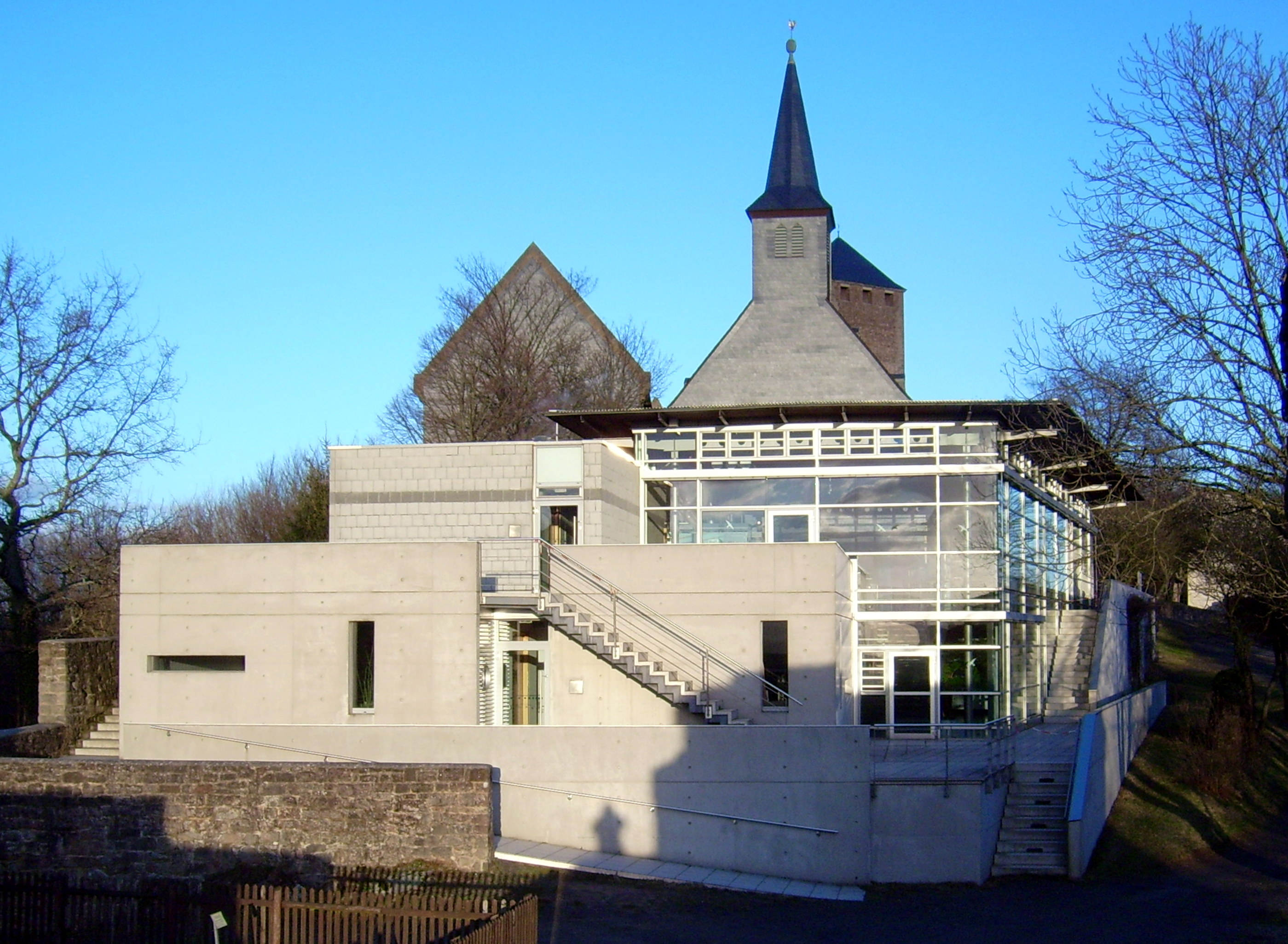
Urweltmuseum Geoskop

Hirschberger setzte sich nachdrücklich für das Urweltmuseum Geoskop ein, das 1998 auf der Burg Lichtenberg bei Kusel als Außenstelle des Pfalzmuseums für Naturkunde eröffnet wurde. Ein 300 Millionen Jahre altes Urreptil, dessen fossile Reste 2002 in der nahegelegenen Remigiusberg-Formation gefunden wurden, erhielt im Jahre 2011 zu Ehren des Förderers den wissenschaftlichen Namen Cryptovenator hirschbergeri. Der im Geoskop ausgestellte Fund ist nach Mitteilung des Museums der älteste Beleg für das Vorkommen von Reptilien auf dem Gebiet von Deutschland.